# Ян Фансюй
Ян Фансюй (кит. 杨方旭, англ. Yang Fangxu; р. 6 ноября 1995, Гаоми, провинция Шаньдун, Китай) — китайская волейболистка. Нападающая (диагональная и доигровщица). Олимпийская чемпионка 2016.

## Биография
Профессиональная спортивная карьера Ян Фансюй началась в 2009 году дебютом в команде «Шаньдун Лайшан Бэнк», за которую волейболистка выступает и по настоящее время. В 2011—2013 Ян Фансюй играла в молодёжной сборной Китая, став в её составе бронзовым призёром (в 2011) и победителем (в 2013) молодёжных чемпионатов мира.
В 2013 году Ян Фансюй впервые была включена в национальную сборную Китая, выступавшую в экспериментальном составе в традиционном турнире «Воллей Мастерс» в швейцарском Монтрё. В 2014 спортсменка уже полноценно дебютировала в главной национальной команде страны, приняв участие в Гран-при, а затем став серебряным призёром чемпионата мира. В 2015 году Ян Фансюй стала чемпионкой Азии, а затем в июле того же года во время очередного розыгрыша Гран-при получила тяжёлую травму колена — разрыв связок. После операции и последующего восстановления волейболистка вернулась в сборную и выиграла со своей командой «золото» Олимпиады-2016 в Рио-де-Жанейро.

### Клубная карьера
- 2009—2018 —  «Шаньдун Лайшан Бэнк»/«Шаньдун Спортс Лоттери» (Цзыбо).

## Достижения

### Со сборными Китая
- Олимпийская чемпионка 2016.
- серебряный призёр чемпионата мира 2014.
- бронзовый призёр Лиги наций 2018.
- чемпионка Азии 2015.
- чемпионка мира среди молодёжных команд 2013;
  - бронзовый призёр молодёжного чемпионата мира 2011.